# Associazione Calcio Marzotto 1954-1955
Questa voce raccoglie le informazioni riguardanti l'Associazione Calcio Marzotto nelle competizioni ufficiali della stagione 1954-1955.

## Rosa
| N. |                   | Ruolo | Calciatore         |
| -- | ----------------- | ----- | ------------------ |
|    | Italia (bandiera) | C     | Pietro Biagioli    |
|    | Italia (bandiera) | A     | Amedeo Bressa      |
|    | Italia (bandiera) | D     | Gianfranco Coaro   |
|    | Italia (bandiera) | A     | Mario De Prati     |
|    | Italia (bandiera) | C     | Roberto Fiorio     |
|    | Italia (bandiera) | C     | Livio Fongaro      |
|    | Italia (bandiera) | D     | Bruno Maran        |
|    | Italia (bandiera) | A     | Giuseppe Marchetto |
|    | Italia (bandiera) | C     | Enea Masiero       |
|    | Italia (bandiera) | C     | Rinaldo Moro       |
|    | Italia (bandiera) | C     | Fulvio Mosca       |

| N. |                   | Ruolo | Calciatore             |
| -- | ----------------- | ----- | ---------------------- |
|    | Italia (bandiera) | A     | Nicola Novali          |
|    | Italia (bandiera) | A     | Vincenzo Occhetta      |
|    | Italia (bandiera) | D     | Angelo Ruffinoni       |
|    | Italia (bandiera) | C     | Neri Sacchiero         |
|    | Italia (bandiera) | C     | Alfonso Santagiuliana  |
|    | Italia (bandiera) | D     | Secondo Scarrone       |
|    | Italia (bandiera) | P     | Gianbattista Servidati |
|    | Italia (bandiera) | C     | Marcello Svorenich     |
|    | Italia (bandiera) | P     | Gianni Vecil           |
|    | Italia (bandiera) | D     | Gino Zanoni            |

## Risultati

### Campionato

#### Girone di andata
| 19 settembre 1954 1ª giornata | Marzotto Valdagno | 1 – 0 | Arsenaltaranto |  |

| 8 novembre 1959 2ª giornata | Marzotto Valdagno | 3 – 3 | Salernitana |  |

| 3 ottobre 1954 3ª giornata | Verona | 2 – 4 | Marzotto Valdagno |  |

| 10 ottobre 1954 4ª giornata | Marzotto Valdagno | 3 – 0 | Cagliari |  |

| 17 ottobre 1954 5ª giornata | Lanerossi Vicenza | 1 – 0 | Marzotto Valdagno |  |

| 24 ottobre 1954 6ª giornata | Marzotto Valdagno | 1 – 0 | Como |  |

| 31 ottobre 1954 7ª giornata | Legnano | 1 – 0 | Marzotto Valdagno |  |

| 7 novembre 1954 8ª giornata | Brescia | 4 – 1 | Marzotto Valdagno |  |

| 14 novembre 1954 9ª giornata | Marzotto Valdagno | 0 – 1 | Padova |  |

| 21 novembre 1954 10ª giornata | Treviso | 0 – 1 | Marzotto Valdagno |  |

| 12 dicembre 1954 11ª giornata | Modena | 1 – 0 | Marzotto Valdagno |  |

| 19 dicembre 1954 12ª giornata | Marzotto Valdagno | 3 – 1 | Monza |  |

| 26 dicembre 1954 13ª giornata | Pavia | 0 – 0 | Marzotto Valdagno |  |

| 14 ottobre 1945 14ª giornata | Marzotto Valdagno | 4 – 2 | Alessandria |  |

| 9 gennaio 1955 15ª giornata | Messina | 2 – 0 | Marzotto Valdagno |  |

| 23 gennaio 1955 16ª giornata | Palermo | 0 – 0 | Marzotto Valdagno |  |

| 30 gennaio 1955 17ª giornata | Marzotto Valdagno | 3 – 2 | Parma |  |

#### Girone di ritorno
| 6 febbraio 1955 18ª giornata | Arsenaltaranto | 2 – 1 | Marzotto Valdagno |  |

| 13 febbraio 1955 19ª giornata | Salernitana | 4 – 1 | Marzotto Valdagno |  |

| 20 febbraio 1955 20ª giornata | Marzotto Valdagno | 3 – 1 | Verona |  |

| 27 febbraio 1955 21ª giornata | Cagliari | 2 – 0 | Marzotto Valdagno |  |

| 6 marzo 1955 22ª giornata | Marzotto Valdagno | 0 – 1 | Lanerossi Vicenza |  |

| 13 marzo 1955 23ª giornata | Como | 3 – 1 | Marzotto Valdagno |  |

| 20 marzo 1955 24ª giornata | Marzotto Valdagno | 2 – 1 | Legnano |  |

| 3 aprile 1955 25ª giornata | Marzotto Valdagno | 5 – 1 | Brescia |  |

| 10 aprile 1955 26ª giornata | Padova | 0 – 0 | Marzotto Valdagno |  |

| 17 aprile 1955 27ª giornata | Marzotto Valdagno | 2 – 2 | Treviso |  |

| 24 aprile 1955 28ª giornata | Marzotto Valdagno | 0 – 0 | Modena |  |

| 1º maggio 1955 29ª giornata | Simmenthal-Monza | 0 – 0 | Marzotto Valdagno |  |

| 8 maggio 1955 30ª giornata | Marzotto Valdagno | 7 – 1 | Pavia |  |

| 15 maggio 1955 31ª giornata | Alessandria | 2 – 1 | Marzotto Valdagno |  |

| 22 maggio 1955 32ª giornata | Marzotto Valdagno | 3 – 1 | Messina |  |

| 5 giugno 1955 33ª giornata | Marzotto Valdagno | 4 – 2 | Palermo |  |

| 12 giugno 1955 34ª giornata | Parma | 2 – 1 | Marzotto Valdagno |  |

## Statistiche

### Statistiche di squadra
| Competizione | Punti | In casa | In casa | In casa | In casa | In casa | In casa | In trasferta | In trasferta | In trasferta | In trasferta | In trasferta | In trasferta | Totale | Totale | Totale | Totale | Totale | Totale | DR  |
| Competizione | Punti | G       | V       | N       | P       | Gf      | Gs      | G            | V            | N            | P            | Gf           | Gs           | G      | V      | N      | P      | Gf     | Gs     | DR  |
| ------------ | ----- | ------- | ------- | ------- | ------- | ------- | ------- | ------------ | ------------ | ------------ | ------------ | ------------ | ------------ | ------ | ------ | ------ | ------ | ------ | ------ | --- |
| Serie B      | 35    | 17      | 12      | 3       | 2       | 44      | 19      | 17           | 2            | 4            | 11           | 11           | 26           | 34     | 14     | 7      | 13     | 55     | 45     | +10 |

### Statistiche dei giocatori
| Giocatore        | Serie B  | Serie B |
| Giocatore        | Presenze | Reti    |
| ---------------- | -------- | ------- |
| P. Biagioli      | 25       | 11      |
| A. Bressa        | 11       | 5       |
| G. Coaro         | 7        | 0       |
| M. De Prati      | 19       | 6       |
| R. Fiorio        | 12       | 5       |
| L. Fongaro       | 16       | 0       |
| B. Maran         | 6        | 0       |
| G. Marchetto     | 29       | 12      |
| E. Masiero       | 33       | 0       |
| R. Moro          | 9        | 0       |
| F. Mosca         | 6        | 2       |
| N. Novali        | 13       | 2       |
| V. Occhetta      | 27       | 5       |
| A. Ruffinoni     | 17       | 1       |
| N. Sacchiero     | 18       | 2       |
| A. Santagiuliana | 18       | 0       |
| S. Scarrone      | 21       | 0       |
| G. Servidati     | 23       | -33     |
| M. Svorenich     | 28       | 2       |
| G. Vecil         | 11       | -12     |
| G. Zanoni        | 25       | 0       |